# Sandoval (famiglia)
I Sandoval erano una famiglia di origine reale, discendenti dai sovrani di León e insediatisi nel regno di Napoli e nel regno di Sicilia.

## Storia
Il loro capostipite fu Sando, un cavaliere Goto figlio di Gonzalo Totis e Nuña, principe della casa reale di León, che combatté con Pelagio contro i Mori. Ne contrastò l'avanzata in uno stretto sentiero in una montagna a Jaca con poche truppe, riportando ferite mortali. Pelagio per rendere imperituro il gesto mise il cognome Sandoval al primogenito di Sando. 
Alla fine del XIV secolo un ramo della progenie si insediò nel regno di Napoli ottenendo alcuni feudi, tra cui Bollita e Campana, dei quali fu investito il poeta Diego Sandoval de Castro.
Non si conosce il capostipite siciliano. Alcuni autori  sostengono sia stato Giovanni di Sandoval e Paceco che si trasferì a Palermo agli inizi del XVII secolo, ma tracce del cognome Sandoval si trovano nell'isola già ai tempi di Alfonso V d'Aragona con un Diego castellano di Augusta.
Un Giovanni Sandoval e Salazar fu castellano di Cefalù nel 1664. Un Diego Sandoval e Mira fu senatore in Palermo. Un Giovanni Antonio fu senatore e sindaco di Palermo.
Complessivamente la famiglia possedette un principato, un ducato, un marchesato ed una contea, ed ebbe privilegio di battere moneta. Strinsero parentele con i Notarbartolo, i Ventimiglia Maniaci ed i Filangeri.

## Arma
D'oro, alla banda di nero, ingollata da due teste di leone, dello stesso.